# Cirrospilus unguttatipennis
Cirrospilus unguttatipennis is een vliesvleugelig insect uit de familie Eulophidae. De wetenschappelijke naam is voor het eerst geldig gepubliceerd in 1916 door Girault.